# Counter-Strike: Global Offensive
Counter-Strike: Global Offensive (viết tắt là CS:GO) là một trò chơi máy tính thuộc thể loại bắn súng góc nhìn thứ nhất, chiến thuật nhiều người chơi được phát triển bởi Valve Corporation và Hidden Path Entertainment (Mỹ), đơn vị cũng đã tiếp tục duy trì Counter-Strike: Source sau khi phát hành. Đây là phiên bản thứ tư trong dòng game nổi tiếng Counter-Strike nếu không tính hai phiên bản trực tuyến là Counter-Strike Online (2007) và Counter-Strike Online 2 (2013). Counter Strike: Global Offensive được phát hành vào ngày 21 tháng 8 năm 2012 dành cho Microsoft Windows và OS X thông qua Steam, Xbox Live Arcade, và một phiên bản khu vực Bắc Mỹ trên PlayStation Network. Game được phát triển dựa trên các nội dung gốc từ Counter-Strike 1.6 như là một phiên bản tân trang của các bản đồ kinh điển, vũ khí cũng như thêm vào các bản đồ, nhân vật và chế độ chơi mới. Mục chơi mạng kết nối đa nền tảng được lên kế hoạch giữa Windows, OS X và những người chơi PSN, nhưng sau cùng đã bị giới hạn cho Windows và OS X vì sự khác biệt trong số lần cập nhật giữa các hệ thống. Phiên bản PSN cung cấp ba phương thức kiểm soát đầu vào, bao gồm cách sử dụng một bộ điều khiển DualShock 3, PlayStation Move hoặc USB bàn phím/chuột.
Counter-Strike 2 là bản cập nhật lớn đưa Global Offensive lên công nghệ Source 2, bản cập nhật được công bố vào ngày 22 tháng 3 năm 2023 và đã được phát hành vào ngày 28 tháng 9 năm 2023. Vào lúc phát hành, Global Offensive đã được đổi tên thành Counter-Strike 2 trên Steam. Trong khi máy chủ dành cho bản PC của Global Offensive đã bị đóng để mở rộng cho Counter-Strike 2, máy chủ dành cho bản Xbox 360 của Global Offensive vẫn còn hoạt động.

## Lối chơi
Cũng giống như các phiên bản trước đó trong dòng game, Global Offensive là một game bắn súng góc nhìn thứ nhất nhiều người chơi. Mỗi người chơi sẽ tham gia vào một trong hai phe khủng bố hoặc chống khủng bố và cố gắng để hoàn thành mục tiêu hoặc tiêu diệt đối phương. Trò chơi hoạt động trong một hiệp ngắn (2 phút trong Competitive Mode). Hiệp đấu kết thúc khi chỉ một đội hoàn thành được mục tiêu, hoặc hết thời gian hoặc một trong hai đội bị tiêu diệt. Đối với hầu hết chế độ game, một khi người chơi chết đi, họ phải chờ đợi cho đến khi kết thúc lượt đi để hồi sinh (trừ chế độ Sinh tử sau khi chết đi bạn được hồi sinh lại ở một vị trí ngẫu nhiên). Người chơi mua vũ khí và trang bị vào đầu mỗi hiệp với tiền thưởng dựa trên những gì họ làm được ở vòng đấu trước đó. Hoàn thành mục tiêu hoặc tiêu diệt kẻ thù kiếm được nhiều tiền trong khi những hành động tiêu cực, như giết chết một đồng đội hoặc con tin, sẽ làm trừ đi số tiền thưởng của 1 hiệp chơi. Ngoài ra, khi kết thúc một hiệp tất cả người chơi đều nhận được một số tiền, với những người chơi trong đội chiến thắng thì nhận được nhiều hơn đáng kể so với đội thua. Đối với đội thua họ sẽ nhận được số tiền tăng dần theo số hiệp thua liên tiếp họ nhận được, tối đa 4 hiệp liên tiếp.
Counter Strike: Global Offensive còn bổ sung thêm các loại vũ khí và trang bị mới chưa từng thấy trong phiên bản trước, đáng chú ý nhất là bom lửa cho mỗi bên (Molotov cho khủng bố và lựu đạn gây cháy cho phe chống khủng bố), sẽ tạm thời gây ra một ngọn lửa bao trùm một khu vực nhỏ, gây sát thương cho bất cứ ai đi qua. Counter Strike:Global Offensive hỗ trợ việc tổ chức các trận đấu và sắp xếp bảng đấu cho tất cả các chế độ chơi trực tuyến do Steam cung cấp. Dịch vụ trực tuyến được cung cấp đưa ra khả năng lọc theo chế độ game, bản đồ và một hệ thống bạn bè do Steam xây dựng nên. Valve còn sử dụng bộ công cụ chống gian lận Valve Anti-Cheat, có thể tự động loại bỏ và cấm người chơi sử dụng cheat (phần mềm thứ 3) ra khỏi mạng trực tuyến Valve. Để phù hợp với người chơi với những cấp độ kỹ năng tương tự, nhằm giúp người chơi trải nghiệm game một cách thú vị Valve sử dụng rank/hệ số Elo. Ngoài ra từ 7/8/2020 Valve đã cung cấp thêm một công cụ nhằm cải thiện khả năng ngăn chặn người chơi gian lận mang tên Trusted mode (ngăn việc người chơi mở các phần mềm thứ 3 không được Valve kiểm duyệt). Mặc dù vậy chất lượng của các bộ công cụ chống gian lận của Valve vẫn là dấu hỏi lớn với người chơi ở thời điểm hiện tại..Ngoài ra còn có thể sử dụng các ứng dụng kèm khác như Faceit, 5E ARENA

## Phát triển
Global Offensive bắt đầu được phát triển như một bản chuyển thể của Counter-Strike: Source cho Xbox Live Arcade do Hidden Path Entertainment thực hiện. Trong quá trình phát triển Valve đã nhìn thấy cơ hội để biến việc chuyển thể trở thành một tựa game đầy đủ và mở rộng lối chơi của Counter-Strike. Global Offensive bắt đầu phát triển vào tháng 3 năm 2010 và đã được tiết lộ cho công chúng vào ngày 12 tháng 8 năm 2011.
Phiên bản Closed Beta bắt đầu vào ngày 30 tháng 11 năm 2011, và ban đầu được giới hạn trong khoảng 10.000 người nhận được chìa khóa (key) tại các sự kiện của Valve tham dự gian hàng Global Offensive. Sau khi các vấn đề như khách hàng và sự ổn định máy chủ đã được giải quyết, phiên bản beta đã dần hé lộ và ngày càng nhiều người (khoảng 100.000 khóa beta được phát ra như vào ngày 4 tháng 7 năm 2012), cho đến khi phiên bản beta chính thức mở cửa cho bất cứ ai tham gia và chơi game. Trước khi phiên bản beta công khai Valve đã mời những player chuyên nghiệp của Counter-Strike 1.6 và Counter-Strike: Source đến chơi thử nghiệm game và đưa ra phản hồi.
Tại E3 2012, Valve thông báo rằng Global Offensive sẽ được phát hành vào ngày 21 tháng 8 năm 2012 trên tất cả các nền tảng, với một phiên bản Open Beta bắt đầu khoảng một tháng trước đó. Tuy nhiên nó không bao giờ được phát hành trên PlayStation Network ở châu Âu.

### Sau khi phát hành
Kể từ khi phát hành chính thức Global Offensive, Valve đã tiếp tục cập nhật trò chơi theo nhiều cách, bao gồm giới thiệu bản đồ và vũ khí mới và phát hành thay đổi để giúp trò chơi cân bằng hơn. Một trong những bổ sung chính cho bản phát hành trò chơi là bản cập nhật "Arms Deal". Phát hành vào ngày 13 tháng 8 năm 2013, nó bổ sung thêm các trang phục cho vũ khí, được gọi là skin (trang phục). Các mục này sau đó có thể đạt được bằng cách mở các hộp trong trò chơi bằng cách sử dụng các chìa khóa, trong đó chỉ có thể truy cập thông qua các giao dịch vi mô (Microtransaction) trong trò chơi. Chúng cũng có thể thu được theo những cách tương tự với các vật phẩm trong Team Fortress 2 và Dota 2 theo cách xuất hiện ngẫu nhiên sau khi hoàn thành trận đấu. Global Offensive có hỗ trợ Steam Workshop, cho phép người dùng tải lên nội dung do chính họ tạo ra, chẳng hạn như bản đồ, ngoại trang vũ khí và các bàn đồ chơi tùy chỉnh. Các skin phổ biến được thêm vào game và có thể lấy được bằng cách mở hộp (open case) trong game hoặc rơi ra (drop) sau trận đấu khi lên cấp (nhưng phần nhiều là grafity hoặc hòm) nếu người chơi may mắn. Những người sáng tạo ra các skin được trả tiền khi mặt hàng của họ xuất hiện trong hộp phần thưởng. Những giao diện này đã giúp hình thành một nền kinh tế ảo cho Global Offensive.

### Counter-Strike 2
Một bản cập nhật lớn đưa Global Offensive lên engine Source 2, cùng với cái tên mới là Counter-Strike 2, được công bố vào ngày 22 tháng 3 năm 2023, Counter-Strike 2 có rất nhiều cải tiến lớn so với Global Offensive. Trò chơi đã được phát hành vào sáng ngày 28 tháng 9 năm 2023, trước đó trò chơi đã có một đợt thử nghiệm được bắt đầu vào ngày 22 tháng 3 năm 2023 và chỉ có một lượng người chơi nhất định được chọn mới có thể tham gia bản thử nghiệm này.

## Đón nhận
Counter-Strike: Global Offensive đã được đáp ứng với đánh giá nhìn chung là tích cực từ các nhà phê bình chuyên nghiệp. Trang web đánh giá tổng hợp Metacritic cho phiên bản PC tổng điểm 83/100 dựa trên 38 ý kiến từ các nhà phê bình chuyên nghiệp.
Evan Lahti từ PC Gamer lưu ý rằng phần lớn các bản đồ chính thức mới trong Global Offensive chỉ dành cho phần chơi Arms Race hoặc Demolition; trong khi những bản đồ cổ điển chỉ cho "các điều chỉnh thông minh" đến các chi tiết nhỏ. Mike Sharkey của GameSpy chỉ ra rằng game cung cấp rất ít cách thức của nội dung mới; và rằng hệ thống hệ số Elo xem chừng tỏ ra không hiệu quả, những gì "với rất nhiều người chơi mới ở những cấp độ kỹ năng khác nhau đăng nhập lần đầu tiên trong tuần này". Destructoid nhận xét về game rất tích cực, trao số điểm 9.5/10 và nói rằng nó "thực hiện dựa trên lời hứa của một tín hữu, được đánh bóng và tìm kiếm một bản Counter-Strike tốt hơn cho những ai muốn nó."
Vào những tháng cuối năm 2018, Steam đã bất ngờ thông báo tựa game chính thức chuyển sang phát hành miễn phí (free-to-play) và có thể chơi được online nhưng sẽ bị giới hạn và không thể chơi được với người đã mua game trước đó (CS:GO Prime). Khi đó nếu người chơi muốn chơi không bị giới hạn thì phải mua gói nâng cấp Prime (hoặc chăm chỉ chơi game cho đến khi cấp độ trong game đạt đến cấp 21 nếu không muốn bỏ tiền mua gói nâng cấp Prime). Tuy nhiên kể từ ngày 3 tháng 6 năm 2021, những người chơi CS:GO không có gói nâng cấp Prime sẽ chỉ nhận được nâng cấp khi mua gói nâng cấp Prime, đồng nghĩa với việc những người chơi không có Prime sau ngày 3 tháng 6 sẽ không còn kiếm được Điểm kinh nghiệm, Xếp hạng, Nhóm kỹ năng và vật phẩm rớt ra nữa.
Đánh giá về sự khác biệt cơ chế điều khiển giữa phiên bản các hệ. Các nhà đánh giá thích các phiên bản console của trò chơi hơn, nhưng họ tin rằng có sự khác biệt rõ ràng giữa phiên bản PC và console. Neigher tin rằng do chơi bằng ngón tay cái và nút vai "bạn chắc chắn sẽ không có được trải nghiệm CS:GO tuyệt đỉnh". Ron Vorstermans của Gamer.nl nói rằng phiên bản PC ở đó để chơi ở cấp độ cạnh tranh cao hơn, mặc dù ông tiếp tục nói rằng các phiên bản console không thua kém vì sự cạnh tranh vượt trội của PC. Dyer đã viết rằng phiên bản PlayStation 3 có lợi thế hơn phiên bản Xbox vì khả năng kết nối bàn phím và chuột với hệ thống. Ông cũng nói rằng giao diện người dùng trên cả hai bảng điều khiển cũng tốt như PC.
Dù thời điểm hiện tại đây là tựa game được đánh giá là "dead game - ám chỉ những tựa game không còn tạo sức hút, đã hết thời" và là con ghẻ của Valve, nhưng vào ngày 15 tháng 3 năm 2020, cộng đồng steam đã ghi nhận CS:GO có hơn 1 triệu người chơi cùng lúc trên nền tảng Steam, bỏ xa mọt tựa game khác cũng do Valve phát hành là Dota 2. Điều này diễn ra khi mà cách đó vài tháng trước Valve bất ngờ tung ra Operator mới mang tên "Shattered Web" với nhiều cải tiến mới, đáng chú ý là khả năng thay đổi nhân vật tùy ý vốn không hề xuất hiện trong các phiên bản trước đó của CS:GO